# Gargara addahensis
Gargara addahensis är en insektsart som beskrevs av William Lucas Distant. Gargara addahensis ingår i släktet Gargara och familjen hornstritar. Inga underarter finns listade i Catalogue of Life.